# قوشاتپه شرقی (شهرستان همدان)
قوشا تپه شرقی مربوط به هزاره اول قبل از میلاد است و در شهرستان همدان، بخش شرا ء، دهستان جیحون دشت، روستای جیحون آباد واقع شده و این اثر در تاریخ ۱۸ اسفند ۱۳۸۷ با شمارهٔ ثبت ۲۵۱۵۵ به‌عنوان یکی از آثار ملی ایران به ثبت رسیده است.